# شمعي المنقار الأسود الردف
شمعي المنقار الأسود الردف (الاسم العلمي: Estrilda troglodytes) نوع من الطيور يتبع جنس الشمعي المنقار من فصيلة شمعية المنقار.